# Intoshia leptoplanae
Intoshia leptoplanae is een soort in de taxonomische indeling van de Orthonectida. Deze minuscule parasieten hebben geen weefsels of organen en bestaan uit slechts enkele tientallen cellen.
Het organisme behoort tot het geslacht Intoshia en behoort tot de familie Rhopaluridae. De wetenschappelijke naam van de soort werd voor het eerst geldig gepubliceerd in 1877 door Giard.